# HitlerSS/Tampax
HitlerSS/Tampax è un EP split dei gruppi musicali italiani HitlerSS e Tampax, pubblicato nel 1979.

## Descrizione
Il disco è pubblicato dall'etichetta discografica Compact Cassette Echo di Miss Xox nel 1979, in una sola edizione. Nel 2010 è stato ristampato non ufficialmente in tre differenti edizioni.

## Tracce
Lato A
1. HitlerSS – Slave (Miss Xox, Plastic Girl)
2. HitlerSS – Naked (Miss Xox, Plastic Girl)
3. HitlerSS – Somebody Says The Punk Is Dead/No Solution (Miss Xox, Plastic Girl)

Lato B
1. Tampax – UFO Dictator (Ado Scaini, Willy Gibson)
2. Tampax – Tampax (In The Cunt) (Ado Scaini, Willy Gibson)

## Formazione

### HitlerSS
- Miss Xox - voce, chitarra elettrica
- Paris - chitarra elettrica
- Sid Delicious - basso
- Plastic Girl - batteria, voce

### Tampax
- Ado Scaini - voce, rumori
- Willy Gibson - chitarra ritmica
- Silence - basso
- Plastic Girl - batteria, voce